# Tchami (DJ)
Tchami (* 12. Mai 1985 in Paris; eigentlich Martin Joseph Leonard Bresso) ist ein französischer DJ und Musikproduzent. Tchami gilt als Pionier des Future House, einer Stilrichtung des House.

## Karriere

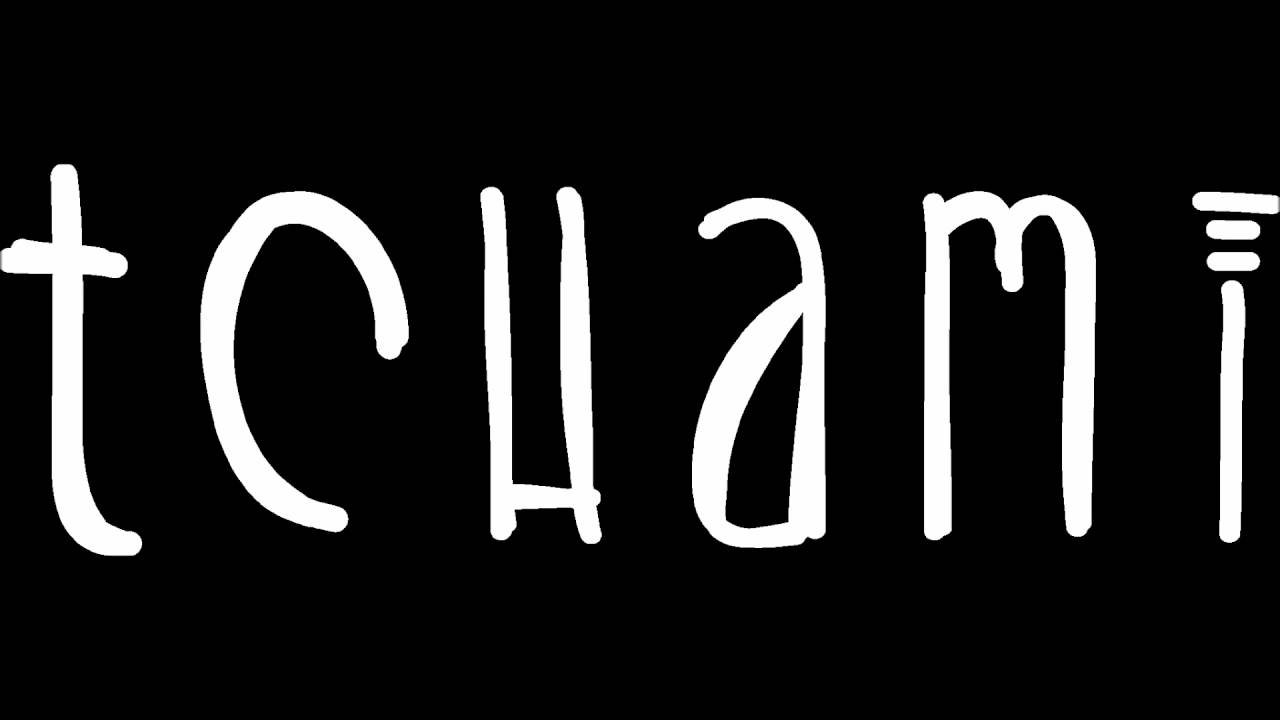
Tchamis Logo

Tchami's erste EP, die den Namen Promesses trägt, wurde am 5. Dezember 2013 über das Label Fool's Gold Records veröffentlicht. Beide enthaltene Tracks Shot Caller und Promesses wurden jeweils am 17. Dezember 2014 und am 4. Januar 2015 erneut als Singles unter dem Label Ministry of Sound publiziert. Am 18. April 2014 erschien Tchami's Debütsingle Untrue über Spinnin’ Records. In dieser Zeit war er ebenfalls als Co-Producer für House-Musiker DJ Snake aktiv, unter anderem wirkte er beim Charthit Turn Down for What mit.

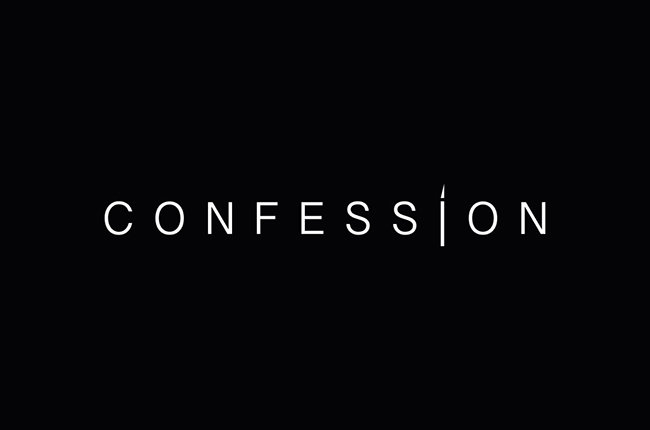
Logo von Tchamis Label Confession

Im Jahr 2015 gründete Tchami sein Label Confession. Im März kündigte er eine EP an, die den Namen After Life trägt und am 22. Dezember 2015 veröffentlicht wurde. Im gleichen Jahr fand sein Remix des Songs You Know You Like It von AlunaGeorge Platz auf dem Soundtrack des Films We Are Your Friends. Nach acht Monaten ohne Veröffentlichung erschien die Single SIAW am 18. August 2016 als kostenfreier Download über sein eigenes Label. Im September folgte Prophecy als neue Single.
Am 3. Februar 2017 erschien der Track Adieu. Die Single World To Me  mit Sänger Luke James fand am 7. Juli 2017 den Weg an die Öffentlichkeit und ging mit der Ankündigung einer neuen EP einher. Am 25. August 2017 wurde diese unter dem Namen Revelations EP mit sechs Tracks veröffentlicht, darunter sind die bereits erschienenen Singles Adieu und World To Me.
Seit 2016 befindet sich Tchami regelmäßig auf Welttournee, unter anderem mit der The Pardon My French Tour mit DJ Snake und seiner Solo-Tour The Prophecy Tour. Zusammen mit dem ebenfalls französischen DJ Malaa gibt Tchami seit Ende 2017 mit der Redemption Tour weltweit Konzerte. Im Zuge der Tournee wurde am 4. April 2018 die No Redemption EP mit fünf Tracks veröffentlicht.
Im März 2020 musste Tchami seine Elevation Solo-Tour aufgrund der COVID-19-Pandemie abbrechen. Am 23. Oktober 2020 veröffentlichte er sein Debütalbum Year Zero. Es enthält 16 Songs, darunter Kollaborationen mit dem Produzenten Zhu, der Sängerin Marlena Shaw und dem Rapper Gunna.

## Diskografie

### Alben
- 2020: Year Zero

### Singles
- 2014: Untrue
- 2014: Shot Caller
- 2015: Promesses
- 2015: After Life
- 2015: Missing You
- 2016: SIAW
- 2016: Prophecy (feat. Malaa)
- 2016: Adieu
- 2017: World To Me (feat. Luke James)
- 2017: Summer 99 (feat. Malaa)
- 2017: The Sermon (feat. Malaa)
- 2018: Kurupt (feat. Malaa)
- 2018: Deus (feat. Malaa)
- 2018: My Place (feat. Brohug & Reece)
- 2018: Shades (feat. Donnie Sloan & Ricky Ducati)
- 2018: Aurra
- 2019: Omega (feat. Ibranovski)
- 2019: Rainforest
- 2020: Proud (feat. Daecolm)
- 2020: Ghosts (feat. Hana)
- 2020: Born Again
- 2020: Buenos Aires
- 2020: Faith (feat. Marlena Shaw)
- 2020: Praise (feat. Gunna)
- 2021: Make Amends (feat. Kyan Palmer & Curbi)
- 2021: Eternity (feat. Habstrakt & Lena Leon)

### EPs
- 2015: After Life
- 2017: Revelations
- 2018: No Redemption (feat. Malaa)

### Remixe
- 2013: MYB (Oliver)
- 2013: Go Deep (Janet Jackson)
- 2013: Stressed Out (A Tribe Called Quest)
- 2014: It Takes Two (Rob Base and DJ E-Z Rock)
- 2014: Wizard (Martin Garrix & Jay Hardway)
- 2014: You Know You Like It (AlunaGeorge)
- 2014: Not Coming Down (Candyland & Zak Waters)
- 2014: Turn It Up (Mercer)
- 2014: Move Your Body (Marshall Jefferson)
- 2014: Pushing On (Oliver & Jimi Jules)
- 2014: Take Ü There (Jack Ü)
- 2015: Timeless (Caroline Koch)
- 2017: 17 (Marc Kinchen)
- 2020: JustYourSoul (Valentino Khan, Diplo)
- 2020: Stay (Justin Martin, Dalilah)
- 2021: Freefall (Whethan, Oliver Tree)
- 2021: Heartbreak Anthem (David Guetta, Galantis)